# 凱恩斯快閃體育館
凱恩斯快閃體育館是位於澳洲昆士蘭州凱恩斯的體育館。本體育館是凱恩斯會議中心重建期間，凱恩斯太攀蛇和東南墨爾本鳳凰的臨時主場。